# Waiwera
Waiwera – miasto w Nowej Zelandii, na Wyspie Północnej, w regionie Auckland.